# Ametralladora Nordenfelt
La ametralladora Nordenfelt era un arma multi-cañón que dependiendo del modelo y calibre tenía una hilera de dos a doce cañones. Era disparada con el movimiento una palanca hacia atrás y adelante. Fue producida en diversos calibres, desde los empleados en fusiles hasta 25,4 mm (1 pulgada). También fueron empleados calibres mayores, pero para estos el diseño del arma permitía una recarga manual rápida en lugar de fuego automático.

## Desarrollo

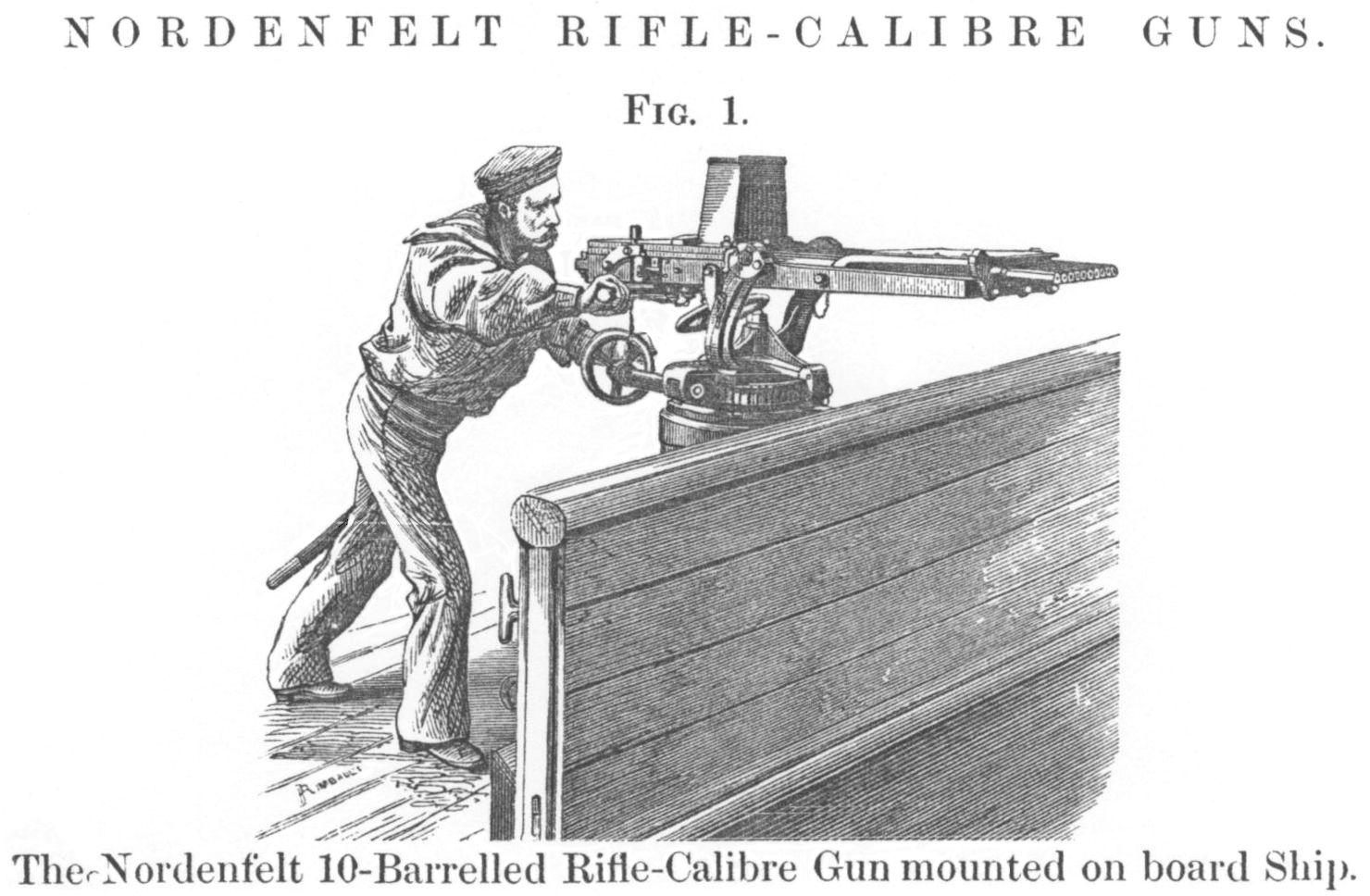
Ametralladora Nordenfelt de 10 cañones

El arma fue diseñada por el ingeniero sueco Helge Palmcrantz, que creó un mecanismo muy similar al de la ametralladora Claxton para cargar y disparar una ametralladora multi-cañón, mediante el simple movimiento de una palanca hacia atrás y adelante. Fue patentado en 1873.

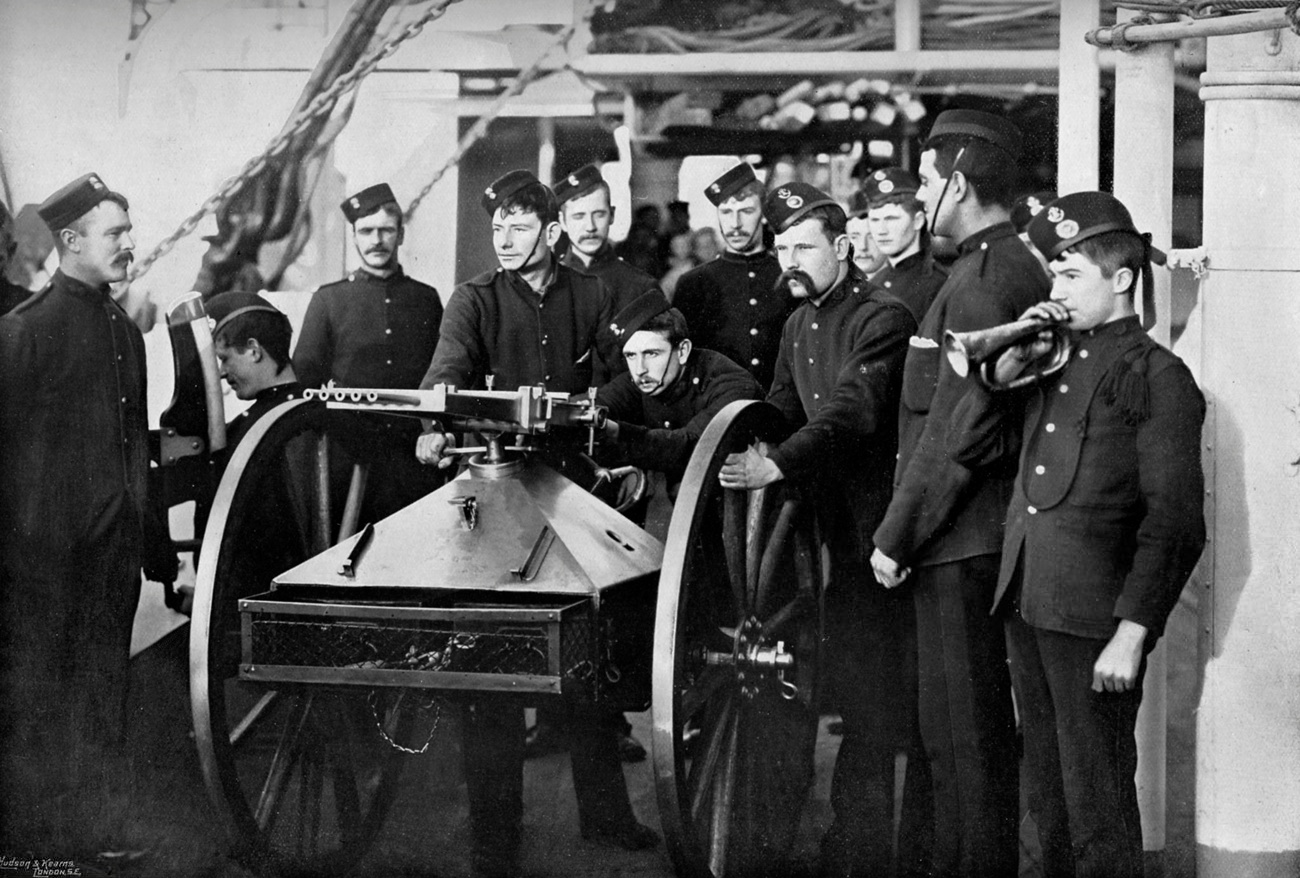
Royal Marines con una Nordenfelt de 5 cañones, hacia 1890.

Como fue el caso con la mayoría de los inventores, Palmcrantz no tenía fondos para producir su arma.
La producción del arma fue financiada por el siderúrgico y banquero sueco (más tarde productor de armas) Thorsten Nordenfelt, que trabajaba en Londres,. Fundó la compañía Nordenfelt Guns and Ammunition Company e instaló una fábrica para producir el arma en Inglaterra, con oficinas de venta en Londres, por lo que nombre del arma fue cambiado a ametralladora Nordenfelt, llevándose a cabo amplias demostraciones en diversas exhibiciones.
El arma fue adoptada por la Royal Navy como complemento a sus ametralladoras Gardner y Gatling. En 1881, la marina española adoptó dos modelos: uno de cinco cañones de calibre 11x56 R Nordenfelt contra personal, y otra de cuatro cañones y calibre 25,4 mm, contratorpedera.
Durante una demostración que tuvo lugar en Portsmouth, una ametralladora Nordenfelt de 10 cañones que empleaba munición de fusil disparó 3000 balas en 3 minutos y 3 segundos sin detenerse o averiarse.
El arma también tenía una capacidad considerable. Durante unas pruebas en Brasil, una ametralladora Nordenfelt calibre 38 mm logró una mayor penetración en una plancha de hierro con un grosor de 5 centímetros que un cañón de 88 mm a la misma distancia.
Pero con el desarrollo de la ametralladora Maxim el arma fue sobrepasada. La compañía Nordenfelt fue adquirida en 1888 por Hiram Maxim, creándose así la Maxim Nordenfelt Guns and Ammunitions Company.

## Usuarios
- Brasil: Armada del Brasil
- Chile: Armada de Chile
- España: Armada de España
- Portugal: Armada de Portugal
- Reino Unido: Royal Navy
- Uruguay